# Rage of the Dragons
Rage of the Dragons (レイジ・オブ・ザ・ドラゴンズ?, Reiji obu za Doragonzu) è un videogioco arcade di stampo picchiaduro del 2002, pubblicato dalla Playmore (oggi SNK) e sviluppato dal gruppo messicano EVOGA Entertainment con la compagnia giapponese Noise Factory. Evoga ha lavorato sulla pianificazione e sul disegno iniziale, mentre Noise Factory sulle grafiche finali, sul sonoro e sulla programmazione.

## Modalità di gioco
Rage of the Dragons si basa sugli incontri doppi, nei quali il giocatore può assumere il controllo di due personaggi e interscambiarli durante gli incontri. Il personaggio in "pausa" potrà lentamente ripristinare parte della sua barra d'energia mentre l'altro sta combattendo. Il giocatore può anche realizzare particolari combo con entrambi i personaggi.
Un'altra barra posta sulla parte bassa dello schermo si riempie man mano che gli attacchi portati vanno a buon fine. Quando la barra è piena il giocatore ha a disposizione mosse speciali (combo, supermosse, ecc.).

## Personaggi
Ci sono 16 personaggi in totale, di cui 14 selezionabili dall'inizio, un boss intermedio e uno finale. Il giocatore può scegliere una delle 6 coppie pre-impostate, che seguiranno la loro storia durante la partita, oppure creare una nuova coppia, che seguirà una storia generica. Creando la coppia Jimmy + Billy si potrà assistere a un finale nascosto.
- Jimmy (James Lewis): fratello maggiore di Billy, ruppe ogni rapporto con lui dopo la morte della sua ragazza, Marian, per mano di una banda criminale. Ritenendosi il maggior colpevole, si chiude nella sua asocialità accusando Billy per la morte di Marian e andandosene. Gira accompagnato da Sonia da quando l'ha battuta a duello.
- Billy (William Lewis): dopo aver rotto col fratello è diventato pilota semi professionista. Ritorna a Sunshine City dopo la morte del vecchio maestro d'arti marziali che lo aveva allenato assieme al fratello. Combatte in coppia con la nipote di quest'ultimo, Lynn.
- Lynn Baker: nipote del maestro di Jimmy e Billy, ha sempre provato qualcosa per quest'ultimo. Ha sempre preferito la moda e lo shopping alle arti marziali, ma è una buona praticante e impartisce lezioni di nascosto sul retro del dojo. Quando ritrova suo nonno morto decide di indagare grazie anche all'aiuto di Billy, tornato in città.
- Sonia Romanenko: fredda assassina russa, non esita a usare qualsiasi mezzo per raggiungere i propri scopi. I sentimenti si riaccendono in lei alla vista di Jimmy, del quale s'innamora. Dopo aver perso con lui il duello che lei aveva fortemente voluto decide di seguirlo. Combatte con alcune mosse di sambo e dei coltelli.
- Annie Murakami: dotata di poteri psichici come tutta la famiglia, a Annie viene dato il permesso di partire assieme a Radel per esercitarsi nelle sue facoltà mentali. Porta sempre con sé il suo gatto, Quizi.
- Radel: è discendente di un'antica famiglia di guerrieri, che si dice avere il proprio capostipite nel leggendario Sigfrido. È alla ricerca del drago nero per vendicarsi della morte dei genitori e, consigliato dal patriarca della famiglia Murakami, si fa accompagnare da Annie. È probabilmente di origine norvegese, anche se non se ne ritrova alcuna conferma.
- Pepe (Jose Rodriguez): ragazzo indisciplinato, è posseduto a sua insaputa dal drago verde Quetzacoatl, grazie al quale ha appreso l'antica arte marziale Azteca. Aiuta Pupa nella ricerca del fratello scomparso.
- Pupa Salgueiro: è una ragazza solare e sportiva, esperta nell'arte della capoeira. Preoccupata per la scomparsa del fratello, decide di andare a cercarlo con l'aiuto di Pepe, suo compagno di scuola.
- Jae-Mo Kang: lottatore di grossa stazza, Kang non è solo un wrestler, ma è anche un appassionato di film di combattimento. Il suo sogno è produrne uno, recitandovi. È per questo che ha legato subito con Jones.
- Mr. Jones (Jones Damon): attore di scarso successo cerca la rivalsa in film di arti marziali, essendone un buon praticante. Il suo stile di combattimento è fortemente influenzato dai passi di ballo della disco degli anni '70, di cui è appassionato.
- Oni Inumara: orfano molto violento, da quando aveva 12 anni ha vissuto per le strade fino a che non è stato preso in cura da un parroco irlandese. Cassandra lo convince a partire alla ricerca di un uomo che potrebbe svelargli la verità sul loro passato.
- Cassandra Murata: orfana autistica, ha sempre seguito Oni in tutto, considerandolo come se fosse suo fratello. È lei che lo convince a partire alla ricerca della verità sul loro passato.
- Elias Patrick: sacerdote dedito alla religione e all'esorcismo, ha preso in cura Alice, sentendo in lei la presenza di uno spirito maligno da esorcizzare. In passato è stato in carcere per un errore giudiziario, luogo in cui ha accresciuto la sua fede e le sue capacità fisiche.
- Alice Carroll: a seguito dell'efferato assassinio dei genitori Alice subisce un forte shock psicologico e viene rinchiusa in un ospedale psichiatrico. Finita sotto la cura del sacerdote Elias, migliora pian piano e ora è decisa a cercare gli assassini.

### Boss
I due boss, al contrario degli altri personaggi, non combattono in coppia. Per questo motivo la loro barra d'energia vale doppio.
- Abobo Rao: lottatore di proporzioni gigantesche è apparentemente stupido e infantile nel modo di comportarsi. È il capo della principale organizzazione criminale di Sunshine City da quando se ne sono andati i fratelli Lewis.
- Johann: è il personaggio più misterioso del gioco. Poco si sa di lui, a parte essere il possessore dello spirito malvagio del Drago nero, che gli conferisce enormi poteri fisici e mentali. Vuole convertire il mondo intero al culto del proprio spirito e ha ucciso lui il nonno di Lynn, maestro di Jimmy e Billy.

## Sviluppo
Il gioco è stato inizialmente pensato come seguito di Double Dragon, storica serie di picchiaduro a scorrimento della Technos Japan Corporation. La casa detentrice dei diritti, però, si rifiutò di concederli, perciò il gioco fu trasformato da seguito a omaggio alla serie, e i nomi dei personaggi già presenti nelle pubblicazioni originali (Jimmy Lee, Billy Lee e Abobo) furono trasformati negli attuali. Anche i personaggi della fidanzata di Jimmy e delle assistenti di Abubo sono legati alla saga "originale".
Jimmy, Lynn, Elias e Mr. Jones sono successivamente stati inclusi come personaggi nascosti anche nel videogioco Power Instinct Matrimelee, prodotto tra gli altri dalla Noise Factory. Per ironia della sorte la società che ha pubblicato i videogiochi della serie Power Instinct, la Atlus, ha pubblicato anche il gioco Double Dragon Advance per conto della Million.

## Accoglienza
La rivista spagnola Gametype ha dato a Rage of the Dragons una recensione positiva. Monthly Arcadia ha riportato nel numero di settembre 2002 che il gioco è stato il sesto più popolare in Giappone. Il creatore originale di Double Dragon Yoshihisa Kishimoto ha dichiarato di non avere "nulla a che fare con questo titolo". Nel 2012, Complex ha classificato questo "sequel del primo gioco di combattimento Double Dragon" come il 13° miglior gioco di combattimento SNK mai realizzato. Kurt Kalata di Hardcore Gaming 101 ha considerato il gioco come "un gioco eccellente per chiunque sia interessato ai combattimenti 2D di fine era, e doppiamente per i suoi fantastici design dei personaggi e la fantastica colonna sonora".